# シンビディウム・インシグネ
シンビディウム・インシグネ Cymbidium insigne Rolfe は、シュンラン属のランの一つ。白からピンクの大輪花を付ける。洋ランのシンビディウムにおける重要な交配親である。

## 概説
東南アジアの高地に生育する地上性のランである。花茎は1mにもなり、弓なりに伸び、径10cmにもなる白からピンクの花を多数つける。
この種自身も美しいが、むしろ洋ランにおけるシンビディウムの重要な交配親であり、この種を元に、多くの交配品種が作られ、この類の品種改良に大きく貢献たことで知られる。

## 特徴
常緑性の多年生草本。偽鱗茎は卵形で長さ5-8cm、6-8枚の葉をつける。葉は長さ約80cmで線形。
花期は冬から春。花茎は直立して長さは1mになり、先端部はアーチ状にしなる。8-20輪の花をやや密につける。花は径が8cmから10cmにもなる。萼片と花弁は白、時に淡い桃色。芯弁は白で中央に黄色がのり、全体に赤紫色の筋状班や細かな斑点を生じる。

## 分布と生育環境
ベトナム、タイ、中国の海南島に分布する。標高1000m-1700mの冷涼な山地で、低木林の林床に地生する。シャクナゲなどの低木に混成する。

## 利用
洋ランとして栽培される。1904年にサンダーによって紹介された。大輪咲きの美麗種として知られる。
本種そのものも栽培されるが、この種は特に交配親として重要で、塚本他(1956)では『原種の中でも、最も優れた素質を持っているが故に（中略）交配に一番多く』用いられていること、当時の優良種の大半は本種の血を引くと言えるとしている。
特に本種と C. eburneo-lowianum の交配で作出されたアレキサンデリ Cym. Alexamderi という交配種が重要である。これは1911年に登録されたもので、『（この時期に）世界でもっとも有名なもの』、『シンビデュームの改良に最も大きい貢献をしたもの』、『交配親として現在のシンビ改良の基となった有名品種』との評がある。この品種を交配親として更に多くの品種が作られた。本種はそれ以外にも多くの品種の親として使われ、『本種を除いては今日のシンビデュームの発達は考えられない』とさえ言われる。